# Zylinderrosen
Die Zylinderrosen (Ceriantharia) sind eine Ordnung der Blumentiere (Anthozoa), die ausschließlich solitär lebende Vertreter umfasst. Sie leben weltweit sowohl in tropischen wie auch gemäßigten Meeren in 1 bis 50 Meter Tiefe. Derzeit sind etwa 100 Arten beschrieben. Der Bearbeitungsstand dieser Gruppe ist allerdings ziemlich mangelhaft und neuere Teilbearbeitungen ergaben zahlreiche Synonyme.

## Merkmale
Die Tiere haben einen Rumpf ohne Fußscheibe. Sie sind Zwitter, die sich anders als andere Blumentiere fast nur geschlechtlich vermehren, ungeschlechtliche Knospung kommt nur selten vor.

## Lebensweise
Die Zylinderrosen leben in einer aus Sandkörnern, verhärtetem Schleim und ausgestoßenen Nesselkapseln gebauten Wohnröhre in Schlamm- oder Sandböden. Bei Gefahr können sie sich blitzschnell darin zurückziehen. In der Nordsee und Teilen der Ostsee lebt die Nordsee-Zylinderrose (Cerianthus lloydi), die 15 cm lang wird und 60, bis 70 cm lange Tentakel hat.

## Systematik
Die Zylinderrosen werden derzeit in zwei Unterordnungen Penicillaria und Spiralia mit insgesamt drei Familien unterteilt. Die Penicillaria sind durch das Vorhandensein von sog. Pencilli-Nematocysten charakterisiert, die in anderer Terminologie auch als mikrobasisische p-Mastigophoren oder mikrobasische Amastigophoren bezeichnet werden. Die Spiralia haben diese Penicilli nicht; sie sind damit wahrscheinlich paraphyletisch.
- Ordnung Zylinderrosen (Ceriantaria)
  - Familie Arachnanthidae McMurrich, 1910
    - Gattung Arachnanthus Carlgren, 1912
    - Gattung Isarachnanthus Carlgren, 1924
      - Gebänderte Zylinderrose (Isarachnanthus nocturnus)

    - Gattung Arachnactis Sars, 1846

  - Familie Botrucnidiferidae Carlgren, 1912
    - Gattung Botruanthus McMurrich, 1910
    - Gattung Botrucnidifer Carlgren, 1912

  - Familie Cerianthidae Milne-Edwards & Haime, 1852
    - Gattung Cerianthus del Chiaje, 1830
    - Gattung Ceriantheomorphe Carlgren, 1931
    - Gattung Ceriantheopsis Carlgren, 1912
    - Gattung Pachycerianthus Roule, 1904

## Phylogenie
Die Zylinderrosen gehören zu den Hexacorallia, den Sechsstrahligen Blumentieren. Sie gelten als basales Taxon der Hexacorallia und stehen allen anderen Hexacorallia als Schwestergruppe gegenüber. Eine einzelne Studie aus dem Jahr 1995 sieht die Zylinderrosen allerdings als basale Blumentiere (Anthozoa) außerhalb der Taxa der Hexacorallia und Octocorallia.

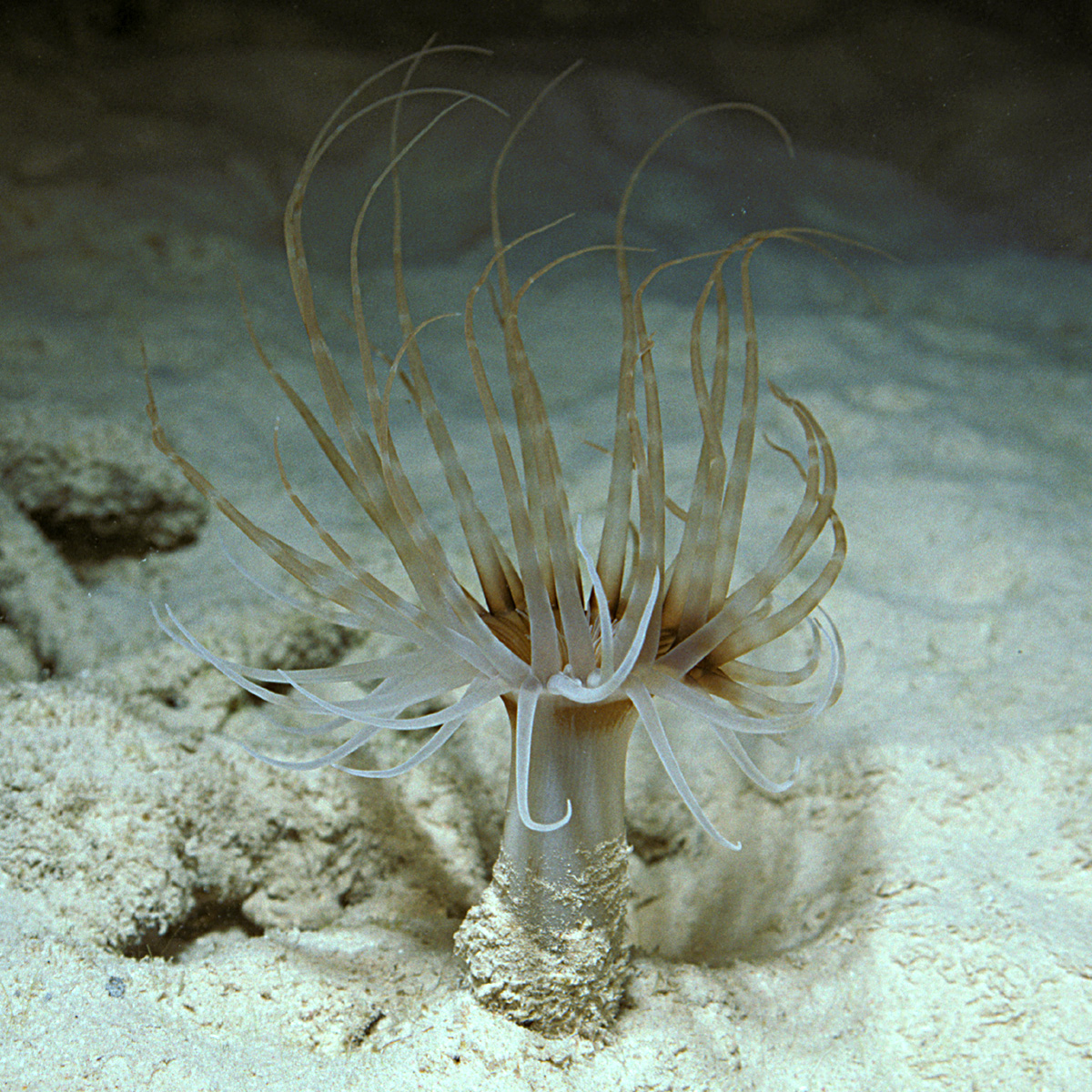
Gebänderte Zylinderrose
(Isarachnanthus nocturnus)